# Psychoda albipennis
Psychoda albipennis är en tvåvingeart som beskrevs av Zetterstedt 1850. Psychoda albipennis ingår i släktet Psychoda och familjen fjärilsmyggor. Arten är reproducerande i Sverige. Inga underarter finns listade i Catalogue of Life.